# Байтали (заповідне урочище)
Байта́ли — заповідне урочище місцевого значення в Україні. Об'єкт розташований на території Подільського району Одеської області, біля села Байтали, в урочищі «Байтали». 
Площа — 1753 га, статус отриманий у 1980 році. Перебуває у віданні ДП «Ананьївське лісове господарство» (Жеребківське л-во, кв. 7-31).